# Pianomania
Pianomania - en busca del sonido perfecto es un documental dirigido por Robert Cibis y Lilian Franck del año 2009. El film acompaña a Stefan Knüpfer, afinador de Steinway & Sons que trabaja con pianistas como Lang Lang, Alfred Brendel y Pierre-Laurent Aimard. Pianomania ha sido objeto de gran reconocimiento y múltiples críticas positivas.

## Argumento
Un año antes que el pianista Pierre-Laurent Aimard demostra el cuadro "El arte de la fuga" de Johann Sebastian Bach, la documentación empieza, focalizando la atención en la colaboración entre el pianista y Stefan Knüpfer.
Stefan Knüpfer observa el sonido de diferentes instrumentos de teclado, como los del tiempo Bach, para llenar a Aimard. Algunuas dificultades complican este proceso, en particular cuando el pianio Nr. 109, que Aimard ha seleccionado por su actuación, es vendido.
Aparecen otros pianistas como Lang Lang, que también necesitan la ayuda del afinador. El starpianista chino tiene un partido fuera de casa en el Konzerthaus de Viena y a causa del jetlag nunca energía. Lo único que demanda es un banco que puede soportar su particular modo de tocar durante el concierto.
Los cómicos Igudesman y Joo caricturizan el mundo de la música y preparan escenarios por el show próximo, Alfred Brendel tiene uno de sus últimos conciertos y otros músicos como Till Fellner, Julius Drake y Ian Bostrigde también entran en escena.

## La técnica del film
Este película fue rodado observadora, en Dolby Surround y con 90 pistas sonoras.

## Premios y nominaciones
2009
- Max-Ophüls-Preis, Alemania
- Kinofest Lünen, Alemania
- Internationale Hofer Filmtage, Alemania
- DOK Leipzig, Alemania
- Unerhört Hamburg, Alemania
- Diagonale, Austria
- Cork Festival, Irlanda
- Festival Internacional de Cine de Locarno, Suiza
- Zürich Film Festival, Suiza
- Semana Internacional de Cine de Valladolid, España
- Sheffield Doc/Fest, Gran Bretaña
- SoNoRo Bukarest, Rumania

2010
- The Magnificent 7, Serbia
- Internationales Filmwochenende Würzburg, Alemania
- Göteborg International Film Festival, Suecia
- Festival Internacional de Cine de Berlín, Alemania
- Jameson Dublin IFF, Irlanda
- Zagrebdox, Croacia
- Sofia International Film Festival, Bulgaria
- 34th Hong Kong International Film Festival, China
- Macau International Film Festival, China
- Buenos Aires Festival Internacional de Cine Independiente, Argentina
- St. Paul International Film Festival Minneapolis, Estados Unidos
- Doc Outlook-Market, Suecia
- San Francisco International Festival, Estados Unidos
- DOK.Fest München, Alemania
- Planet Doc Review Film Festival, Polonia
- Moscow International Film Festival, Russia
- Melbourne International Film Festival, Australia
- New Zealand International Film Festival, Nueva Zelanda
- Semana de Cine Alemán in Cinemateca Nacional Ciudad de México, México
- Austrian Cultural Forum in Washington D. C., Estados Unidos
- Flickers – Rhode Island International Film Festival, Estados Unidos
- Jecheon International Music & Film Festival, Corea del Sur

## Enlaces
- la página oficial en inglés Archivado el 12 de noviembre de 2011 en Wayback Machine.
- el documental en el site del cine europeo